# Dorothy Clough
Dorothy Clough, folkbokförd som Dorothy Isobel Gunnarson, född 5 juni 1930 i England, död 14 augusti 2023 i Gävle, var en svensk keramiker.
Dorothy Clough studerade vid Edinburgh College of Art i Skottland. Efter utbildningen 1948–1953 fick hon möjlighet till utlandsstudier i Sverige. 1953 inledde hon sin praktik vid Gefle Porslinsfabrik. Efter praktikåret blev hon kvar till 1957. Därefter arbetade hon under en period som frilans åt hela Upsala-Ekeby AB-koncernen, som vid det här laget var ägare av Gefle Porslinsfabrik.

## Produktion
Dorothy Clough har framförallt formgivit figurer, reliefer och väggplattor. Hon har även skapat ett antal serviser, bland annat Jorden Runt och Snurran som var serviser för barn.